# Gare d’Esbly
Gare d’Esbly vasútállomás Franciaországban, Esbly településen.

## Vasútvonalak
Az állomást az alábbi vasútvonalak érintik:
- Párizs-Strasbourg-vasútvonal

## Kapcsolódó állomások
A vasútállomáshoz az alábbi állomások vannak a legközelebb:
- Gare de Lagny - Thorigny (Paris Gare de l’Est, ligne P)
- Gare de Montry - Condé (Gare de Crécy-la-Chapelle, Île-de-France tramway Line 14)
- Gare de Meaux (Gare de Meaux, ligne P)